# Andrew Newberg
Andrew Newberg (* 1966 in Philadelphia) ist ein US-amerikanischer Hirnforscher und Religionswissenschaftler. Er ist ein Pionier auf dem Gebiet der Neurotheologie.

## Leben
Newberg schloss 1993 sein Medizinstudium an der Universität von Pennsylvania ab. In den darauf folgenden Jahren arbeitete er am Universitätsspital von Pennsylvania und erlangte die Facharzttitel für Innere Medizin (1997), Nuklearmedizin (1998) und Nuklear-Kardiologie (1998).
Heute ist Newberg Professor für Radiologie am Institut für Nuklearmedizin, Direktor des Institutes für Neuro-PET Forschung und Dozent für Religionswissenschaften an der Universität von Pennsylvania. Er war einer der Mitgründer des Institutes zur wissenschaftlichen Untersuchung der Meditation an der gleichen Universität. Newberg machte Studien mittels bildgebender Verfahren über Demenz, Epilepsie und anderen neurologischen und psychiatrischen Erkrankungen. Er untersuchte auch die neurophysiologischen Vorgänge bei Akupunktur und anderer alternativer Therapieformen. Sein Forschungsschwerpunkt ist jedoch bis heute die Gehirnphysiologie der Spiritualität und die neurologische Aktivität während religiöser oder mystischer Erfahrungen.
Im Jahre 1999 veröffentlichte er sein erstes Buch The Mystical Mind. Er verfasste es zusammen mit Eugene D'Aquili (1940–1998), Neurobiologe und 20 Jahre Professor für Psychiatrie an der Universität von Pennsylvania. Das Buch handelt von der neurologischen Betrachtung von religiösen Erfahrungen. Aus den Erkenntnissen von sechs Jahren Forschung im Gebiet der sogenannten Neurotheologie entstand das Buch Why God Won't Go Away (In der deutschen Version: Der gedachte Gott). Auch diese Arbeit verfasste er zusammen mit Eugene D'Aquili. D'Aquili starb jedoch 1998, noch vor der Fertigstellung des Buches im Jahre 2001.

## Veröffentlichungen (Auswahl)
- The Mystical Mind. Augsburg Fortress Publishers, 1999, ISBN 978-0-8006-3163-5.
- als Co-Autor: The measurement of regional cerebral blood flow during the complex cognitive task of meditation: a preliminary SPECT study. In: Psychiatry Research: Neuroimaging Section. Band 106, 2001, S. 113–122.
- Der gedachte Gott. Piper, 2003, ISBN 978-3-492-24138-0; englisch: Why God Won’t Go Away.
- Why We Believe What We Believe. Free Press, 2006, ISBN 978-0-7432-7497-5; als Taschenbuch: Born to Believe. ebenda 2007, ISBN 978-0-7432-7498-2.
- How God Changes Your Brain. Ballantine Books, 2009, ISBN 978-0-345-50341-1.

## Kritik
Kritiker Newbergs, wie z. B. Friedrich Wilhelm Graf, bemängeln die schmale experimentelle Grundlage seiner Erkenntnisse und dass er zu stark von der Idee befangen sei, die mystischen Empfindungen in nur einem Hirnareal zu lokalisieren. 
Von nicht-religiöser Seite, wie z. B. Scott Atran wird kritisiert, dass Newberg die Religion letztlich nicht auf eine reine Gehirnfunktion zurückführt, die durch Evolutionsvorteile erworben wurde.